# Тамаи, Сиори
Сиори Тамаи (яп. 玉井 詩織 Tamai Shiori, род. 4 июня 1995, префектура Канагава) — японский идол, певица.
Наиболее известна как жёлтая участница гёрл-группы Momoiro Clover Z. На выступлениях группы она представляется как «избалованная плакса, всем младшая сестра, Сиори Тамаи или просто Сиорин» (яп. 泣き虫で甘えん坊なみんなの妹、しおりんこと玉井詩織です).
В 2012 году она озвучивала персонажа из снов Кэйко Китагавы в телесериале Akumu-chan на Nippon Television.

## Фильмография

### Кинофильмы
- Shirome (яп. シロメ) (фильм ужасов, 13 августа 2010 г.; вышел на DVD 24 сентября 2010 г.)
- Ninifuni (яп. NINIFUNI) (4 февраля 2012 г., вышел на DVD 21 декабря 2012 г.)

### Видеоклипы =
- Bourbonz (яп. バーボンズ) —
«Autumn» (яп. autumn) (2008)
«Yukiguni» (яп. 雪国) (2008)
«Kizuna» (яп. 絆) (2009)